# Marie-Charles Le Moyne
Marie-Charles Le Moyne fut baronne de Longueuil de 1756 à 1841 et l'unique femme à porter ce titre et à le transmettre à sa descendance. Fille unique du baron Charles-Jacques Le Moyne, elle épousa en 1781 l'anglais David Alexander Grant. Ainsi, la baronnie de Longueuil passa à une famille écossaise.